# Диэй
Диэй из Мегалополя (др.-греч. Διαιος) — древнегреческий политический деятель, занимавший должность стратега Ахейского союза в 150—149, 148—147 и 147—146 годах до н. э. и бывший его последним стратегом.

## Биография

### Первая стратегия
Пришёл к власти как представитель антиримской партии (Критолай, Дамокрит, Диэй), сменив на посту стратега спартанца Меналкида. Во время своей стратегии оказался замешан в коррупционый скандал, связанный с получением и делёжкой Меналкидом взятки от жителей Оропа. За взятку в три таланта Диэй избавил Меналкида от обвинения против воли ахейцев.
Стремясь замять дело о взятке, Диэй спровоцировал конфликт со Спартой, которая без ведома ахейских властей и вопреки закону обратилась к римскому сенату по поводу пограничных земель. На союзном собрании Диэй заявил, что римляне не утвердили особые права, предоставленные Ахейским союзом спартанцам как членам союза. Несмотря на то, что это была неправда, союзное собрание согласилось с мнением Диэя и выразило готовность о возможности применить к Спарте силу.
Спартанцы были вынуждены уступить. Их граждане, изгнания которых потребовали ахейцы, покинули Спарту и обратились с жалобой к римлянам. Римский сенат согласился прислать комиссию для расследования инцидента. Комиссия, однако, солгала обеим сторонам, сообщив, что сенат принял решение в их пользу.

### Конфликт со Спартой
Ахейцы, недавно отправлявшие в Фессалию военную экспедицию для содействия римлянам в подавлении восстания Андриска, были уверены в поддержке римлян и были полны решимости самостоятельно решить проблему со Спартой несмотря на призывы римлян дождаться решения комиссии. Вторгшееся в Лаконику ахейское войско под командованием стратега Дамокрита разбило спартанцев, хотя и не сумело захватить Спарту.
Дамокрита, обвинённого в измене, сместили с должности, и стратегом снова стал Диэй. Он, являвшийся главным зачинщиком этой смуты, продолжал войну со Спартой, одновременно заверяя римского наместника Македонии в полной покорности Ахейского союза Риму.
Тем временем прибыла сенатская комиссия во главе с Луцием Аврелием Орестом. На союзном собрании в Коринфе неожиданно для ахейцев комиссия постановила исключить из состава Ахейского союза не только Спарту, но и Коринф, Орхомен и Аргос, то есть урезать границы Союза до пределов, в которых он находился по окончании Второй Пунической войны.

### Война с Римом
Это решение римлян вызвало бурю возмущения в Союзе. Спартанцев в Коринфе схватили и посадили в тюрьму. Оскорблениям подверглись и римляне. Ахейцы отправили посольство в Рим с просьбой отменить такую резолюцию сената, но римляне подтвердили своё решение, хотя и в мягкой форме.
Из мягкости римлян сделав неверный вывод, что дела римлян в войне с Карфагеном и подавлении восстания Вириата обстоят неважно, ахейское руководство продолжало нагнетать обстановку. Обманув римских уполномоченных и сорвав переговоры ахейцев, спартанцев и римлян в Тегее, ахейское союзное собрание по предложению Критолая официально объявило Спарте войну.
Союзное собрание в Коринфе, в котором в этот раз большинство составили ремесленники и торговцы, а не богатые землевладельцы, с восторгом приняло слова Критолая о равенстве с римлянами и не дало возможность римским послам высказаться.
Ахейцы начали войну, найдя союзников в лице беотийцев, обиженных римлянами, и халкидян. В начале 146 года до н. э. ахейское войско под командованием Критолая вступило в Фессалию, чтобы снова захватить Гераклею на Эте, которая ранее была выведена решением сената из состава Ахейского союза.
Римский военачальник Квинт Цецилий Метелл выступил навстречу ахейцам из Македонии. Ахейско-фиванская армия при этом известии поспешила обратно на Пелопоннес, даже не пытаясь защитить Фермопилы. Однако римляне настигли их в Локриде и разбили при Скарфее, Критолай погиб в сражении. Римляне разгромили и оставшиеся ахейские войска: отряд из Патр — в Фокиде, отборное аркадское войско — у Херонеи.
Диэй, ставший стратегом вместо Критолая, с отчаянной решимостью пытался противостоять римлянам. Он призвал всех способных носить оружие на Истм, распорядился включить в состав армии 12 тысяч рабов, родившихся в Греции, богатых граждан обложил принудительными займами, сторонников мира с римлянами, за исключением тех, кому удалось спастись посредством подкупа — приговорил к казни. Ему удалось собрать войско из 14 тысяч пехоты и 600 конницы и выступить навстречу римлянам.
Однако в войне ахейцы потерпели полное поражение. Четырёхтысячный ахейский отряд в Мегаре разбежался при виде римских легионов, но на Истме Диэй, ободрённый победой над римским форпостом, дал вдвое превосходящим силам римлян сражение у Левкопетры и был наголову разбит.
Бежав обратно в Мегалополь и даже не попытавшись защитить Коринф, Диэй убил свою жену и покончил с собой, не желая попадать римлянам живым.
Как охарактеризовал Павсаний последнего стратега: «Он проявил одинаковое с Меналкидом корыстолюбие при жизни, одинаковую в момент смерти трусость».